# آب‌بید (قیلاب)
آب‌بید، روستایی از توابع بخش الوار گرمسیری شهرستان اندیمشک در استان خوزستان ایران است.این روستا متعلق به طایفه یعقوبوند از ایل دیرکوند میباشد.

## جمعیت
این روستا در دهستان قیلاب قرار دارد و براساس سرشماری مرکز آمار ایران در سال ۱۳۹۵، جمعیت آن ۴۵نفر (۱۴خانوار) بوده‌است.